# Johann Hinteregger
Johann Hinteregger, avstrijski general in vojaški zdravnik, * 9. oktober 1888, † 25. maj 1968.